# Brusselse gewestverkiezingen 2009/Kandidatenlijst/Vlaams Belang
Dit is de kandidatenlijst van Vlaams Belang voor het Brusselse gewestverkiezingen van 2009. De verkozenen staan vetgedrukt.

## Effectieven
1. Johan Demol
2. Greet Van Linter
3. Dominiek Lootens-Stael
4. Frédéric Erens
5. Erland Pison
6. Valérie Seyns
7. Paul Van Goethem
8. Suzanne Van Strydonck
9. Joris Claessens
10. Christine Pynket
11. Leon Claeys
12. Godelieve Van Obbergen
13. Petrus Dictus
14. Jacqueline Peeters
15. Agnes Deleu
16. Raymonda Roose
17. Erik Arckens

### Opvolgers
1. Frédéric Erens
2. Valérie Seyns
3. Erland Pison
4. Eddy Van Calsteren
5. Jurgen Puttemans
6. Livke Fallein
7. Simonne Martien
8. Frank Bracke
9. Eliza Mertens
10. Anne-Marie Stroobants
11. Emmy De Ridder
12. Marie-José Vanwetswinkel
13. Hans Peter Luyckx
14. Andries Kockaert
15. Emma Van den Broeck
16. Richard Monteyne